# Toffa FC Cotonou
Der Toffa FC Cotonou ist ein Fußballverein aus Cotonou, Benin. Er trägt seine Heimspiele im Stade Charles de Gaulle aus.
Der Verein gelang Mitte der 90er Jahre der Aufstieg in die Benin Premier League. 1995 gewannen sie die nationale Meisterschaft. Damit qualifizierten sie sich für die CAF Champions League, wo sie bereits in der ersten Spielrunde scheiterte. Der Klub zog sich aber nach dem ersten Spiel aus dem Wettbewerb zurück. Auch in der Liga wurde der Verein während der Saison vom Spielbetrieb disqualifiziert.

## Statistik in den CAF-Wettbewerben
| Wettbewerb                          | Runde         | Gegner            | Hinspiel | Rückspiel |  |
| ----------------------------------- | ------------- | ----------------- | -------- | --------- |  |
|                                     |               |                   |          |           |  |
| African Cup of Champions Clubs 1996 | Qualifikation | Mighty Barolle FC | 0:0      | *         |  |

- 1996: Nach dem ersten Spiel zog sich der Verein aus dem Wettbewerb zurück.